# Эссар, Александр дез
Александр дез Эсса́р (фр. Alexandre des Eſſarts, г. р. неизв. — † апрель 1691) — лейтенант королевских мушкетёров. Прототип одноименного второстепенного персонажа романов Александра Дюма (отца) «Три мушкетёра» и «Двадцать лет спустя».

## Биография
Александр был сыном губернатора Сен-Кантена генерал-лейтенанта маркиза Франсуа дез Эссара и Мари де Креки́. Он был шестым из одиннадцати детей. Возможно, дез Эссар приходился зятем капитан-лейтенанту королевских мушкетёров графу де Тревилю.
В качестве лейтенанта королевских мушкетёров, пикардиец дез Эссар участвовал вместе со своими гвардейцами  во франко-испанской войне 1635—1659 гг., в частности, в битве при Аррасе. Под началом дез Эссара нёс службу беарнец Исаак де Порто — прототип Портоса в романах Дюма.
В 1665 г. получил титул маркиза.
25 февраля 1675 г. дез Эссар женился на Катрине де Мерелессар, в браке с которой у него родилось двое сыновей и две дочери (Жан-Августин, Франсуа, Теодора Катрина Луиза Александрина, Мари Луиза Катрина). Закончил службу в должности заместителя командира гвардейского полка, вернувшись в родные места и будучи назначен королевским наместником в Ландресье. Скончался в апреле 1691 г.

## Литературный образ
Александр дез Эссар выступает в качестве второстепенного персонажа в романе Александра Дюма (отца) «Три мушкетёра» (и несколько раз бегло упоминается в романе «Двадцать лет спустя»), будучи прямым начальником и покровителем главного героя произведения.
В авторской переработке Александра Дюма-отца капитан дез Эссар командует гвардейской ротой (в действительности он был заместителем командира — в звании лейтенанта), куда на первое время отправляют нести службу кадетом молодого гасконского дворянина д’Артаньяна, — как следует из романа, эта процедура была предусмотрена самим королём по согласованию с де Тревилем для всех кандидатов в мушкетёры его величества, — при этом молодой гасконец лишь числился в списках подразделения господина дез Эссара, фактически неся службу в рядах роты королевских мушкетёров. Обе роты структурно входили в один королевский полк, при этом внешне их военнослужащие отличались лишь обмундированием, а фактически рота была подчинена лично королю и являлась его персональным военным резервом. При этом гвардейцы в подчинении дез Эссара выполняли основной объём обязанностей гарнизонной службы, в частности, в составе нарядов на охрану королевского двора и королевской резиденции — Лувра. На королевских смотрах традиционно присутствуют обе роты. В романе дез Эссар оказывает покровительство юному д’Артаньяну и всячески ему помогает.
Согласно беллетристическому произведению Гасьена де Куртиля, опубликованному в 1700 году, д’Артаньян начал службу в роте капитана дез Эссара примерно в 1640 году. Дюма-старший, в свою очередь, перенёс события на много лет до того, чтобы дать возможность своему герою поучаствовать в эпохальных событиях, например, в кульминации гугенотских войн — осаде Ла-Рошели (которая имела место в 1627—1628 годах). Российский писатель С. Ю. Нечаев утверждает, что и литературная переработка Дюма, и исходник де Куртиля грешат против истины — по имеющимся у него сведениям, сохранились два списка роты дез Эссара за 1642 год, в которых приводится полный список солдат, младших и старших офицеров, ни в одном из которых д’Артаньян не упоминается.